# Семюел Кромптон
Семюел Кромптон (нар. 3 грудня 1753, Болтон, Великий Манчестер, Англія — пом. 26 червня 1827, Болтон) — відомий англійський винахідник, піонер прядильної промисловості. Спираючись на роботи Джеймса Гаргрівза та Річарда Аркрайта він винайшов прядильну машину — пристосування для прядіння, яке здійснило промислову революцію.

## Життєпис
Семюел Кромптон народився в місті Болтон у сім'ї Джорджа та Бетті Кромптонів. У нього було дві молодші сестри. Його батько був наглядачем у садибі Hall i 'th' Wood. Будучи дитиною Семюел втратив батька і допомагав сім'ї скручуючи прядиво. Молодий Кромптон навчився прядильному мистецтву на машині «Дженні» (винахід Джеймса Гаргрівза). Недоліки цієї машини наштовхнули його на думку, що її варто вдосконалити. Протягом п'яти (або шести років) він таємно працював над нею. Винахід поглинав весь його вільний час та гроші, в тому числі його заробіток від гри на скрипці в театрі.
16 лютого 1780-о року в церкві «Bolton Parish Church» Семюел одружився з Мері Пімлотт. У них було вісім дітей (Джорджа Кромптона успадкував сімейний бізнес).
Приблизно в 1779-у році Семюелю вдалося виготовити «mule-jenny» — машину, яка крутила прядиво для використання у виробництві мусліну. Вона була відома як «muslin wheel» (муслиновое колесо) або «Hall i 'th' Wood wheel» (від назви будинку у якому проживала сім'я Кромптонів). Машина «mule-jenny» пізніше стала відома як «spinning mule» — машина періодичної дії. Люди потребували такої продукції, яку їм міг надати Кромптон, однак в нього не вистачило грошей на патент.
Згодом винахідник постав перед складним питанням — або знищити машину, або опублікувати схеми та зробити доступною. Він обрав останнє, повіривши у обіцянки деяких виробників платити йому за використання машини. За використання свого винаходу Самюел Кромптон отримав 63 фунти стерлінгів.
Помер у своєму будинку 26 червня 1827 та був похований в парафіяльній церкві Святого Петра.